# Štrkovec
Štrkovec és un poble i municipi d'Eslovàquia. Es troba a la regió de Banská Bystrica.

## Història
La primera menció escrita de la vila es remunta al 1323.

## Demografia
| Godina             | 1994 | 2004   | 2014   | 2024   |
| ------------------ | ---- | ------ | ------ | ------ |
| Nombre de persones | 356  | 352    | 382    | 368    |
| Diferència         |      | −1,12% | +8,52% | −3,66% |

| Godina             | 2023 | 2024   |
| ------------------ | ---- | ------ |
| Nombre de persones | 377  | 368    |
| Diferència         |      | −2,38% |